# Baltisches Knabenkraut
Das Baltische Knabenkraut (Dactylorhiza baltica) gehört zur Gattung der Knabenkräuter (Dactylorhiza) in der Familie der Orchideen. Synonyme sind Dactylorhiza longifolia und Dactylorhiza majalis subsp. longifolia. 

## Merkmale
Das Baltische Knabenkraut ist eine ausdauernde, krautig wachsende Pflanze, deren blühende Individuen Wuchshöhen zwischen 15 und 70 Zentimetern erreichen. 
Die gefleckten Blätter sind anders als beim Breitblättrigen Knabenkraut (Dactylorhiza majalis) deutlich langgestreckt – daher das Epitheton longifolia. Der Blütenstand ist dicht. Nicht selten sind über 50 Blüten an einer Pflanze vorhanden. Die Lippe ist dreilappig, der Mittellappen ist deutlich länger als die Seitenlappen. Alle drei Lappen sind im Gegensatz zu anderen Arten der Gattung nicht spitz, sondern abgerundet.
Die Blütezeit ist Mai bis Juni.
Die Chromosomenzahl beträgt 2n = 60 oder 80.

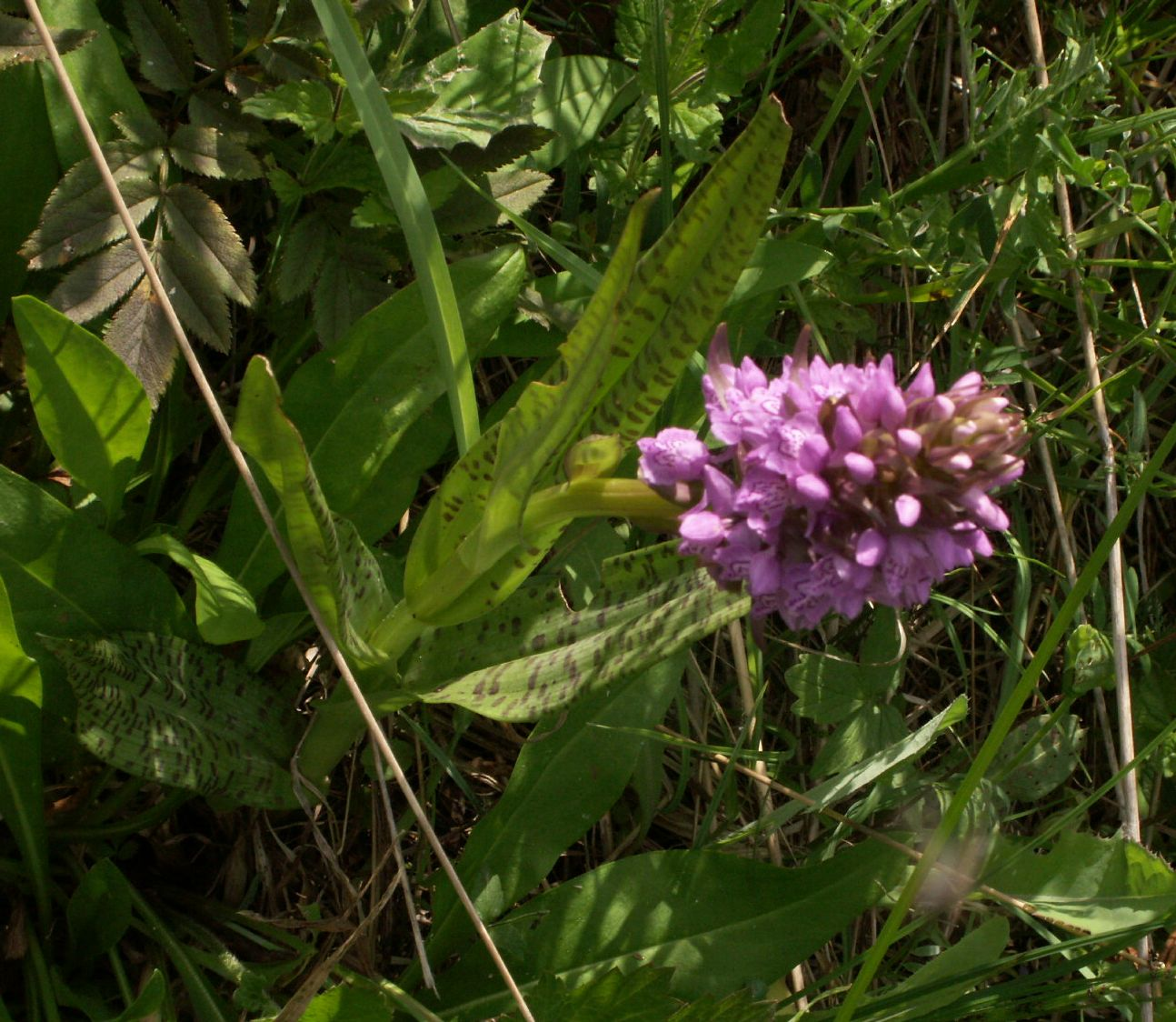
Gesamtansicht

## Verbreitung und Standort
Die Pflanze erreicht im Baltikum ihre westliche Verbreitungsgrenze, nach Osten streckt sich ihr Areal bis nach Zentralasien. Man findet diese Art in Niedermooren mit kalk- oder basenreichen Böden, auf Feuchtwiesen, teils auch auf trockenen Wiesen. Gegen Halbschatten ist die Pflanze tolerant. In Deutschland wächst sie in Salzwiesen der Ostseeküste.

## Taxonomie
Dactylorhiza majalis subsp. baltica (Klinge) H.Sund. hat die Synonyme: Dactylorhiza baltica (Klinge) N.I.Orlova, Orchis latifolia subsp. baltica Klinge, Orchis baltica (Klinge) A.Fuchs, Orchis longifolia Neuman, Dactylorhiza longifolia (Neuman) Aver., Dactylorchis longifolia (Neuman) Verm.